# Al·ló
Al·ló (llatí: Allon o Allo, IPA [állon]), dit també Alonis, Alones (en grec antic: Ἀλωνίς o Ἀλωναὶ, «Alōnís» i «Alōnái», IPA [alɔ:nís] i [alɔ:nái]; gentilici Ἀλωνίτης, «Alōnítēs», alonita) o Àl·lon, fou una antiga ciutat romana identificada molt probablement amb la Vila Joiosa (a la Marina Baixa, País Valencià) de la qual es conserven restes sota el centre de la vila. Es tracta d'una de les quatre entitats de població de l'actual província d'Alacant amb qualitat de municipium esmentades (tot i que no explícitament) al llibre tercer de la cartografia del grec Estrabó (segle i dC), juntament amb Ilici (Elx), Lucentum (Alacant) i Dianium (Dénia).
No es tenia certesa de l'exacta ubicació d'aquesta ciutat fins que l'any 2007 foren descobertes unes restes al centre urbà de la Vila Joiosa. Concretament, l'excavació arqueològica descobrí un sistema de termes en un òptim estat de conservació, així com altres edificis civils, la qual cosa evidencia la importància que tenia aquesta ciutat a l'època.

## Història
La identificació d'Al·ló amb la Vila Joiosa ve d'antic, però només s'ha pogut arribar a un consens acadèmic gràcies a les troballes de les darreres dècades al barri vell de la Vila, i de fet encara no s'ha trobat la confirmació epigràfica que vinculi la ciutat romana de la Vila Joiosa amb la ciutat d'Al·ló, esmentada per Mela, Ptolemeu, Esteve de Bizanci i el geògraf de Ravenna. En qualsevol cas, la identificació sembla clara atesa la localització aproximada d'Al·ló a les fonts antigues i la gran importància de les restes arqueològiques sota la Vila.
El turó que ara ocupa el barri vell de la Vila Joiosa acollí un oppidum ibèric, del qual hi ha hagut poques troballes; no obstant això, l'activitat ibèrica s'ha pogut datar principalment gràcies a les necròpolis del Poble Nou i de Casetes, que presenten una ocupació que va del segle vi aC al segle iii, cosa que indica que el poblat continuà habitat després de la conquesta romana al segle ii aC. La presència de material d'origen i influència grega suggereix una certa intensitat comercial amb aquest poble, i aquest fet s'ha volgut relacionar amb la notícia d'Estrabó sobre colònies gregues a l'actual costa d'Alacant. Per bé que sembla descartada la possibilitat que es tractàs de colònies gregues a l'ús, és possible que al poblat ibèric de la Vila Joiosa hi hagués comerciants hel·lènics establerts que conformassin un petit barri o comunitat.
Per bé que ja tenia una certa importància en l'àmbit regional en època ibèrica i romana republicana, a partir del període d'August, final del segle i aC i començament del següent, l'assentament ibèric original creix cap a la mar i desenvolupa un nucli urbà romà o molt intensament romanitzat, que amb la Lex Flavia Municipalis assolí l'estatus de municipium (any 74), fet deduït de dues inscripcions trobades al jaciment de la partida del Torres que indiquen la presència de magistrats (duumvirs i flamen) i d'un macèl·lum. A més, la troballa arqueològica d'edificis públics com l'esmentat macèl·lum, un suposat temple i unes termes sota l'actual carrer de Canalejas; d'edificis monumentals com un dipòsit hidràulic i la Torre de Sant Josep, o els carreus monumentals de la partida de l'Almisserà; la constatació d'un poblament rural molt intens, amb gran nombre de vil·les rurals i periurbanes; l'existència d'un port... Tot plegat són indicis que porten a pensar que la ciutat romana tengué forta importància a la zona, segurament al mateix nivell que les veïnes Diànium i Lucentum.
Sota el nucli urbà de la mateixa Vila Joiosa s'han excavat diverses vil·les i dues grans necròpolis de l'època, a més del port d'època romana, el qual constituïa una gran zona industrial i comercial. Destaquen també les termes públiques trobades el 2005 a l'actual carrer de Canalejas.